# رافاييل مونتيرو (مخرج)
رافاييل مونتيرو (بالإسبانية: Rafael Montero)‏ هو كاتب سيناريو ومخرج مكسيكي، ولد في 9 أكتوبر 1953 في مدينة مكسيكو في المكسيك.

## وصلات خارجية
- رافاييل مونتيرو على موقع IMDb (الإنجليزية)
- رافاييل مونتيرو على موقع ألو سيني (الفرنسية)
- رافاييل مونتيرو على موقع أول موفي (الإنجليزية)
- رافاييل مونتيرو على موقع قاعدة بيانات الفيلم (الإنجليزية)
- رافاييل مونتيرو على موقع كينوبويسك (الروسية)